# Parapercis simulata
Parapercis simulata és una espècie de peix de la família dels pingüipèdids i de l'ordre dels perciformes.

## Hàbitat i distribució geogràfica
És un peix marí, demersal (entre 76 i 80 m de fondària) i de clima tropical, el qual viu al sud del mar Roig i la costa índica de Somàlia.

## Observacions
És inofensiu per als humans.